# René Enders
René Enders (* 13. Februar 1987 in Zeulenroda) ist ein ehemaliger deutscher Bahnradsportler, der auf Kurzzeitdisziplinen spezialisiert war.

## Sportlicher Werdegang
René Enders wuchs in Auma auf und begann erst im Jugendalter beim SSV Gera mit dem Radsport. Zur Förderung seines Talents trainierte er in den beiden Thüringer Landesleistungszentren, in Gera bei Gerald Mortag und in Erfurt bei Jochen Wilhelm, wo er seinen Schliff als Sprinter erhielt. Zudem besuchte er das Pierre-de-Coubertin-Gymnasium Sportgymnasium in Erfurt. 2006 ging er zum RSC Turbine Erfurt und wurde Mitglied des dortigen SWE Sprintteams.
Seinen ersten Erfolg feierte René Enders im Juniorenbereich 2004 mit dem Gewinn der deutschen Meisterschaft im Teamsprint. Der 1,65 Meter große Sportler etablierte sich in den folgenden Jahren aufgrund seines starken Antritts als „Anfahrer“ in dieser Disziplin. Ein Jahr später belegte er bei den Juniorenweltmeisterschaften in Wien den dritten Platz im Keirin und holte im Teamsprint den Titel, gemeinsam mit Maximilian Levy und Benjamin Wittmann. 2006 wurde er Europameister im Teamsprint (mit Levy und Michael Seidenbecher). 2009 gewann er den Großen Preis von Deutschland im Sprint.
2008 nahm Enders mit der deutschen Nationalmannschaft an den Bahnradweltmeisterschaften in Manchester teil und fuhr mit ihr auf den vierten Platz. Im August 2008 nahm Enders in Peking erstmals an Olympischen Sommerspielen teil. Hierbei sicherte er sich zusammen mit seinen Teamkollegen Levy und Stefan Nimke die Bronzemedaille im Teamsprint. Im Frühjahr 2011 errang Enders gemeinsam mit Levy und Nimke bei den UCI-Bahn-Weltmeisterschaften 2011 in Apeldoorn die Silbermedaille im Teamsprint. Nachdem dem französischen Team die Goldmedaille wegen Verstosses gegen die Melde-Auflagen der WADA durch Grégory Baugé im Januar 2012 aberkannt wurde, weil dies offiziell als Dopingvergehen eingestuft wurde, ging die Goldmedaille an das deutsche Trio. Im selben Jahr wurde Enders gemeinsam mit Nimke und Förstemann Europameister im Teamsprint.
Bei den Olympischen Spielen 2012 in London errang René Enders im Teamsprint gemeinsam mit Robert Förstemann und Maximilian Levy die Bronzemedaille im Teamsprint. Im Dezember 2013 gewann Enders gemeinsam mit Joachim Eilers und Förstemann den Teamsprint beim zweiten Lauf des Bahnrad-Weltcups 2013/14 den Teamsprint; in der Qualifikation fuhren die drei Sportler mit 41,871 Sekunden einen neuen Weltrekord. Das Trio verbesserte damit die alte Rekordmarke von 42,600 Sekunden, die die britische Mannschaft bei den Olympischen Spielen 2012 in London gefahren war.
2013 wurde Enders im Teamsprint sowohl Welt- wie auch Europameister im Teamsprint, auf europäischer Ebene mit Levy und Robert Förstemann, auf WM-Ebene mit Levy und Stefan Bötticher. Im Jahr darauf errang er bei den Bahnweltmeisterschaften mit Levy und Förstermann die Silbermedaille im Teamsprint.
Im Frühjahr 2014 wurde in Erfurt das neue Sprintteam Thüringen unter der Leitung von Trainer Tim Zühlke vorgestellt, das dem SWE Sprintteam (später Project TeamSpirit) folgte; Enders führte diese Mannschaft als „Leitwolf“ an.
2016 wurde René Enders für den Start im Teamsprint bei den Olympischen Spielen in Rio de Janeiro nominiert. Gemeinsam mit Joachim Eilers und Maximilian Levy belegte er Rang fünf.
2017 beendete Enders seine sportliche Laufbahn und wurde im Oktober bei den Bahneuropameisterschaften in Berlin offiziell verabschiedet. Sein definitiv letztes Rennen bestritt er allerdings erst im Januar 2018 beim Berliner Sechstagerennen.

## Berufliches
René Enders ist bei der Bundespolizei angestellt.
Im Oktober 2017 übernahm Enders nach dem Weggang von Zühlke, der Nationaltrainer in China wurde, zwischenzeitlich das Training des Sprintteams Thüringen, seit Dezember 2017 assistiert er dem neuen Trainer des Sprintteams, Anner Miedema.

## Erfolge
2005

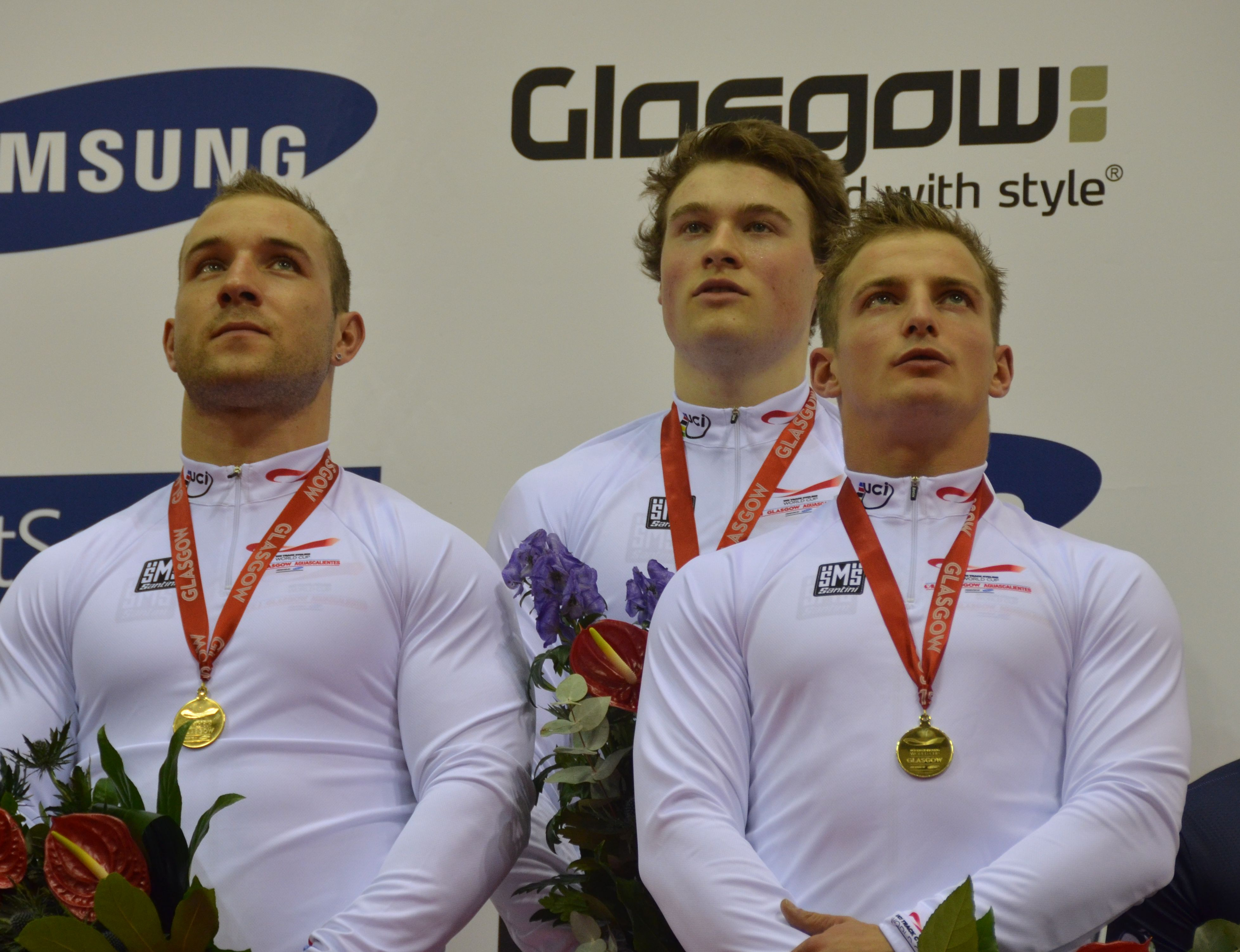
Enders (r.) mit Robert Förstemann (l.) und Stefan Bötticher auf dem Podium beim Lauf des Bahnrad-Weltcups in Glasgow 2012

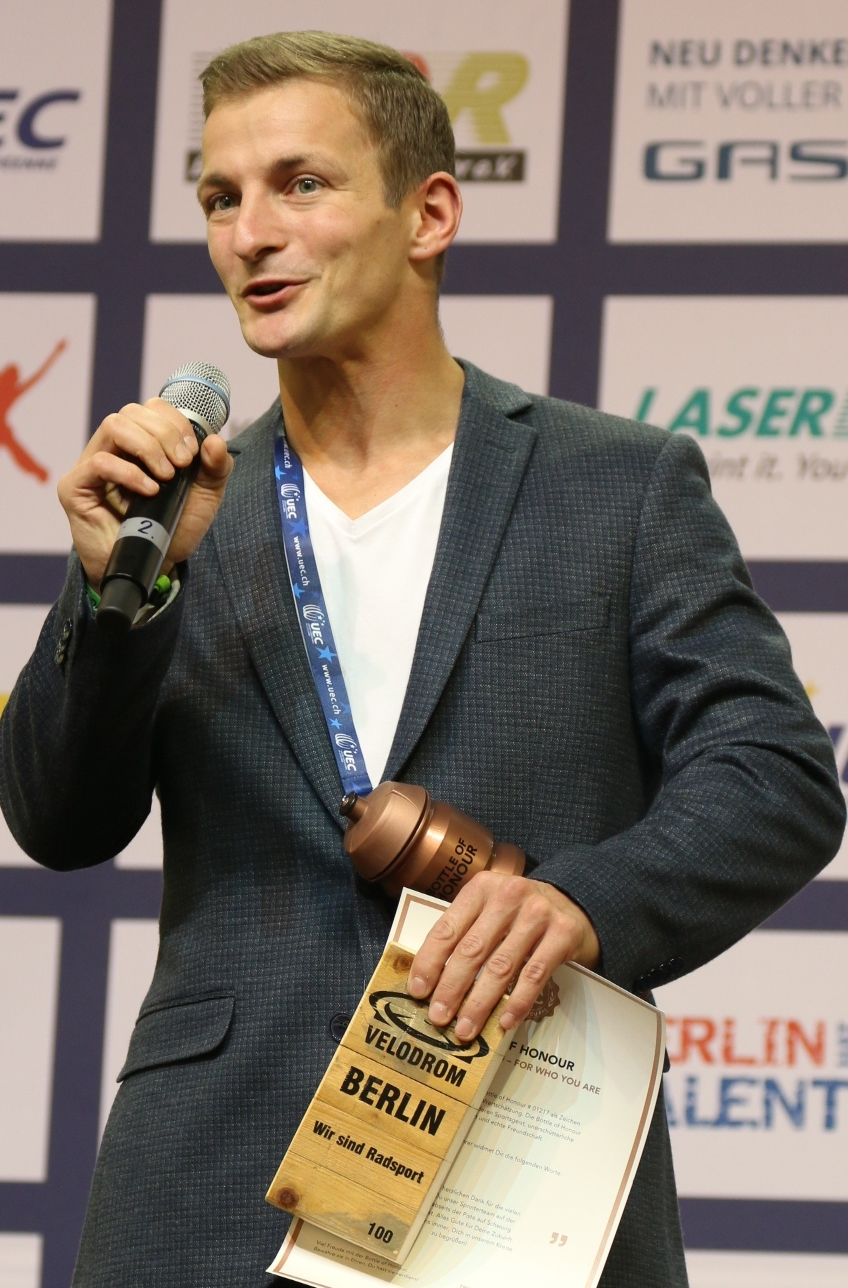
Enders bei seiner Verabschiedung im Rahmen der UEC-Bahn-Europameisterschaften 2017 in Berlin

- Junioren-Weltmeister – Teamsprint (mit Maximilian Levy und Benjamin Wittmann)
- Junioren-Weltmeisterschaft – Keirin

2006
- Europameister (U23) – Teamsprint (mit Maximilian Levy und Michael Seidenbecher)

2007
- Deutscher Meister – Keirin, Teamsprint (mit Maximilian Levy und Michael Seidenbecher)

2008
- Olympische Spiele – Teamsprint (mit Maximilian Levy und Stefan Nimke)
- Deutscher Meister – Teamsprint (mit Matthias John und Michael Seidenbecher)

2009
- Weltmeisterschaft – Teamsprint (mit Robert Förstemann und Stefan Nimke)

2011
- Weltmeister – Teamsprint (mit Maximilian Levy und Stefan Nimke)
- Bahnrad-Weltcup in Cali – Teamsprint (mit Maximilian Levy und Stefan Nimke)
- Europameister – Teamsprint (mit Robert Förstemann und Stefan Nimke)

2012
- 2012 – Teamsprint (mit Maximilian Levy und Robert Förstemann)
- Bahnrad-Weltcup in London – (mit Maximilian Levy und Robert Förstemann)
- Bahnrad-Weltcup in Glasgow – (mit Stefan Bötticher und Robert Förstemann)

2013
- Weltmeister – Teamsprint (mit Stefan Bötticher und Maximilian Levy)
- Bahnrad-Weltcup in Manchester – Teamsprint (mit Robert Förstemann und Max Niederlag)
- Bahnrad-Weltcup in Aguascalientes – Teamsprint (mit Joachim Eilers und Robert Förstemann)
- Europameister – Teamsprint (mit Robert Förstemann und Maximilian Levy)
- Deutscher Meister – Teamsprint (mit Richard Aßmus und Robert Förstemann)

2014
- Weltmeisterschaft – Teamsprint (mit Robert Förstemann und Maximilian Levy)
- Bahnrad-Weltcup in London – Teamsprint (mit Joachim Eilers und Robert Förstemann)
- Deutscher Meister – Teamsprint (mit Richard Aßmus, Maximilian Dörnbach und Robert Förstemann)

2015
- Bahnrad-Weltcup in Cali – Teamsprint (mit Joachim Eilers und Max Niederlag)
- Bahnrad-Weltcup in Cambridge – Teamsprint (mit Joachim Eilers und Max Niederlag)

## Auszeichnungen
- 2005: Ehrennadel der Stadt Gera in Bronze
- 2008: Silbernes Lorbeerblatt der Bundesrepublik Deutschland
- 2009: Ehrennadel der Stadt Gera in Gold
- 2010: Ehrennadel der Stadt Gera in Silber
- Seit 2019 Offizieller Sixdaysbotschafter der Sixdays Bremen